# Älmhult (đô thị)

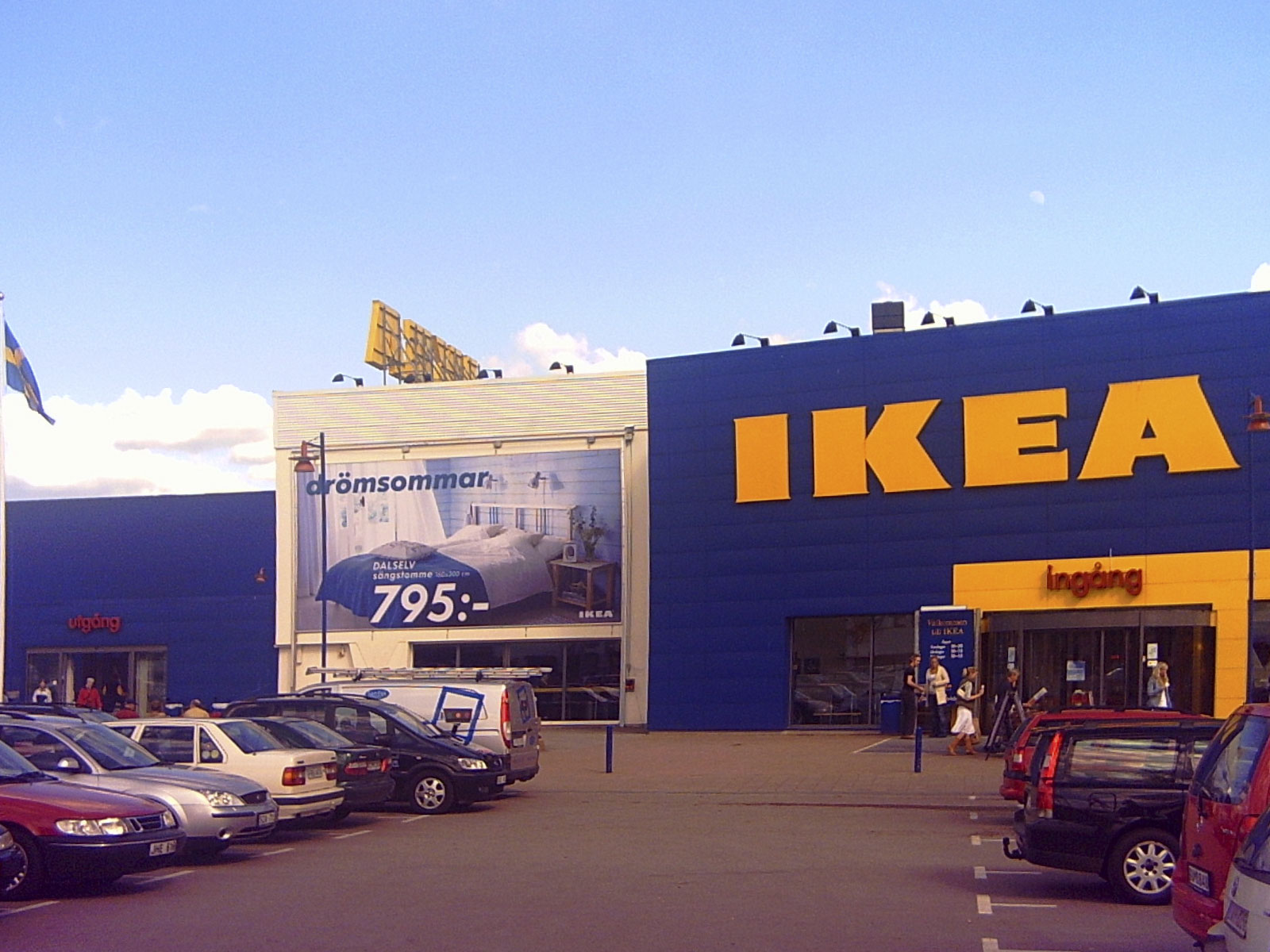
Ikea ở Älmhult, 2005

Đô thị Älmhult là một đô thị thuộc hạt Kronoberg (Kronobergs län) ở phía nam Thụy Điển.
Đô thị này có diện tích 983,28 km², dân số 15640 người.